# Ủy ban điều tra của Liên Hợp Quốc
Ủy ban điều tra của Liên Hợp Quốc là một ủy ban của tổ chức Liên Hợp Quốc có nhiệm vụ tiến hành để khám phá sự thật hầu duy trì hòa bình và an ninh. Họ thường được gửi đến các khu vực có rắc rối. Việc này đã được thực hiện trong 50 năm qua, trên cơ sở từng trường hợp thực dụng, theo biến cố. Có các thông số pháp lý và chính trị cho việc tìm hiểu sự thật, trong đó nhấn mạnh giá trị của nó, cho phép các bộ phận của tổ chức, đặc biệt là Tổng thư ký, được sử dụng liên tục, toàn diện hơn công cụ này.,

## Lịch sử
Việc tìm hiểu sự thật lần đầu tiên được thiết lập trong Công ước Den Haag năm 1907, giải quyết các nhiệm vụ điều tra quốc tế.

### Tuyên ngôn
Dự thảo Tuyên ngôn, đã được thông qua mà không có phiếu bầu của Ủy ban Liên Hợp Quốc đặc biệt vào cuối một phiên họp kéo dài ba tuần tại New York đã tổ chức vào ngày 4-22 tháng 2 năm 1991. Vào ngày 9 tháng 12 năm 1991, Đại hội đồng đã thông qua Nghị quyết với số phiếu 46/59; Tuyên bố về việc tìm hiểu sự thật của Liên Hợp Quốc trong lĩnh vực duy trì hòa bình và an ninh quốc tế. Nghị quyết nhấn mạnh "... rằng khả năng của Liên Hợp Quốc trong việc duy trì hòa bình và an ninh quốc tế phụ thuộc một mức độ lớn vào việc tiếp thu kiến thức chi tiết về hoàn cảnh thực tế của bất kỳ tranh chấp hoặc tình huống nào" và "... để khuyến khích các quốc gia ghi trong tâm trí vai trò của các cơ quan có thẩm quyền của Liên Hợp Quốc có thể đóng vai trò xác định các sự kiện liên quan đến tranh chấp hoặc tình huống. "

## Đặc trưng
Tuyên ngôn xác định và thể chế hóa việc sử dụng các nhiệm vụ như vậy nói rằng nó không chỉ là một công cụ để thu thập thông tin mà còn báo hiệu mối quan tâm về một tình huống bùng nổ có khả năng xảy ra. Nó nói rằng việc tìm hiểu sự thật nên toàn diện, khách quan, công bằng và kịp thời. Nó nên được sử dụng ở giai đoạn sớm nhất có thể để ngăn chặn tranh chấp. Các nhiệm vụ tìm hiểu sự thật có thể được thực hiện bởi Hội đồng Bảo an, Đại Hội đồng Liên Hợp Quốc và Tổng thư ký, với sự đồng ý của "Nhà nước liên quan". Tuy nhiên, các quốc gia được yêu cầu nhận và hợp tác với các nhiệm vụ này. Từ chối làm như vậy nên được giải thích.

## Vai trò của Tổng thư ký
Tổng Thư ký Liên Hợp Quốc nên theo dõi các xung đột có thể đe dọa hòa bình và an ninh quốc tế, và đưa các thông tin liên quan gây sự chú ý của hội đồng bảo an. Ông ta có thể huy động một biệt vụ khẩn cấp trong trường hợp cần thiết. Khả năng cảnh báo sớm của Văn phòng thư ký nên được tăng cường.
Cơ chế của Tổng thư ký để điều tra cáo buộc sử dụng vũ khí hóa học và sinh học, đòi hỏi Tổng thư ký thực hiện các cuộc điều tra để đáp ứng với các báo cáo có thể được đưa ra để gây sự chú ý của ông bởi bất kỳ quốc gia thành viên nào liên quan đến việc sử dụng vũ khí hóa học, sinh học hoặc độc tố có thể xảy ra. Hội đồng Bảo an cũng khuyến khích Tổng thư ký thực hiện các cuộc điều tra kịp thời để đối phó với các cáo buộc đó.

## Liên hệ với Tòa án Hình sự Quốc tế
Có một loạt các thủ tục tìm hiểu sự thật ở Liên Hợp Quốc liên quan đến vi phạm nghiêm trọng nhân quyền và Luật nhân đạo quốc tế, cũng như tìm hiểu sự thật về tội ác xâm lược, diệt chủng, tội ác chiến tranh và tội ác chống lại loài người được thực hiện bởi Tòa án Hình sự Quốc tế. Giáo sư Lyal S. Sunga thảo luận về cách các thủ tục đặc biệt nhân quyền của Liên Hợp Quốc có thể giúp tòa án hình sự quốc tế tìm ra sự thật và làm thế nào hai tổ chức nên bổ sung lẫn nhau.